# جامعة جرش
جامعة جرش هي جامعة أردنية خاصة تقع في على مشارف مدينة جرش في شمال الأردن على بعد 40 كم شمال العاصمة عمان (على الطريق العام الذي يربط العاصمة عمان بمدينة إربد). تأسست جامعة جرش عام 1992 م، وبدأ التدريس فيها عام 1993 م.

## التأسيس
تأسست جامعة جرش  عام 1992 وباشرت التدريس عام 1993م.

## التقسيمات
تشتمل جامعة جرش على 11 كلية رئيسية تدرس 27 تخصصا على مستوى البكالوريوس و 5 على مستوى الماجستير وعمادتين: واحدة للبحث العلمي وأخرى لشؤون الطلبة كما وتحتوي على عدد من المراكز المتخصصة.
الكليات والتخصصات موزعة على الشكل التالي:
- كلية الآداب وتضم قسمين هي:

1. قسم اللغة العربية وآدابها ويمنح درجة البكالوريوس في اللغة العربية والماجستير
2. قسم اللغة الإنجليزية ويمنح شهادة البكالوريوس في اللغة الإنجليزية والبكالوريوس في الترجمة.

- كلية الاقتصاد والعلوم الإدارية وتضم التخصصات التالية:

1. إدارة الأعمال
2. الإدارة العامة
3. المحاسبة
4. العلوم المالية والمصرفية

- ماجستير المحاسبة
- كلية الشريعة

بكا الشريعة
بكا الفقه
ماجستير الفقه المقارن
- كلية الحقوق وتضم قسمين هما:

1. قسم القانون العام
2. قسم القانون الخاص

ماجستير القانون
- كلية الزراعة والعلوم وتضم التخصصات التالية:

1. الإنتاج الحيواني والوقاية
2. الإنتاج النباتي والوقاية
3. الاقتصاد والإرشاد الزراعي

الغذاء وعلم التغذية
كلية العلوم
1. الكيمياء

العلوم الحياتية
الفيزياء 
الرياضيات
1. كلية الهندسة:

- هندسة مدني
- هندسة اتصالات

1. كلية التمريض
2. كلية صيدلة
3. كلية العلاج الطبيعي
4. كلية العلوم التربوية

1. كلية تكنولوجيا المعلومات

- علم الحاسوب (CS)
- شبكات الحاسوب ( CN)
- الامن السيبراني (CYS)

ماجستير الإدارة التربوية

## الدراسة في جامعة جرش
- التدريس في الجامعة مبني على نظام الساعات المعتمدة (النظام الأمريكي)، فصلين دراسيين إجباريين وفصل دراسي صيفي اختياري.
- بلغ عدد طلبتها للعام الدراسي 2010/2011 م حوالي 4682 طالبا وطالبة.
- بلغ أعضاء هيئة التد ريس لعام 2010 م 185 عضوا من حملة درجتي الدكتوراه والماجستير.

## وصلات خارجية
الموقع الرسمي للجامعة
صفحتنا على فيسبوك  على فيسبوك.